# 南軽井沢 (横浜市)
南軽井沢（みなみかるいざわ）は、神奈川県横浜市西区の町名。丁番を持たない単独町名である。住居表示未実施区域。

## 地理
西区の北部の神奈川区境付近に位置し、東に神奈川区沢渡と神奈川区台町、西に宮ケ谷、南に楠町、北に北軽井沢と接している。北軽井沢に続く丘陵とその斜面（急傾斜地崩壊危険区域に指定）、南側の低地からなる。斜面の山林を除き住宅地が多い。

## 歴史

### 沿革
- 1932年（昭和7年）1月1日 - 青木町の一部を編入し、南軽井沢を新設設置。横浜市神奈川区南軽井沢となる[6]。
- 1943年（昭和18年）12月1日 - 神奈川区の一部を中区に編入。横浜市中区南軽井沢となる[7]。
- 1944年（昭和19年）4月1日 - 中区から西区が分区。横浜市西区南軽井沢となる[8]。
- 1970年（昭和45年）8月1日 - 宮ケ谷、楠町の各一部を編入[9]。
- 1981年（昭和56年）11月10日 - 南軽井沢の一部を神奈川区沢渡へ編入[9]。

## 世帯数と人口
2025年（令和7年）6月30日現在（横浜市発表）の世帯数と人口は以下の通りである。
| 町丁     | 世帯数  | 人口    |
| -------- | ------- | ------- |
| 南軽井沢 | 551世帯 | 1,019人 |

### 人口の変遷
国勢調査による人口の推移。
| 年                 | 人口  |
| ------------------ | ----- |
| 1995年（平成7年）  | 1,020 |
| 2000年（平成12年） | 1,030 |
| 2005年（平成17年） | 938   |
| 2010年（平成22年） | 908   |
| 2015年（平成27年） | 1,072 |
| 2020年（令和2年）  | 1,075 |

### 世帯数の変遷
国勢調査による世帯数の推移。
| 年                 | 世帯数 |
| ------------------ | ------ |
| 1995年（平成7年）  | 403    |
| 2000年（平成12年） | 435    |
| 2005年（平成17年） | 425    |
| 2010年（平成22年） | 458    |
| 2015年（平成27年） | 521    |
| 2020年（令和2年）  | 544    |

## 学区
市立小・中学校に通う場合、学区は以下の通りとなる（2024年11月時点）。
| 番地 | 小学校             | 中学校               |
| ---- | ------------------ | -------------------- |
| 全域 | 横浜市立宮谷小学校 | 横浜市立軽井沢中学校 |

## 事業所
2021年現在の経済センサス調査による事業所数と従業員数は以下の通りである。
| 町丁     | 事業所数 | 従業員数 |
| -------- | -------- | -------- |
| 南軽井沢 | 29事業所 | 277人    |

### 事業者数の変遷
経済センサスによる事業所数の推移。
| 年                 | 事業者数 |
| ------------------ | -------- |
| 2016年（平成28年） | 27       |
| 2021年（令和3年）  | 29       |

### 従業員数の変遷
経済センサスによる従業員数の推移。
| 年                 | 従業員数 |
| ------------------ | -------- |
| 2016年（平成28年） | 241      |
| 2021年（令和3年）  | 277      |

## 施設
- 勧行寺
- KANTOモータースクール

## その他

### 日本郵便
- 郵便番号：220-0002[3]（集配局：神奈川郵便局[19]）

### 警察
町内の警察の管轄区域は以下の通りである。
| 番・番地等 | 警察署     | 交番・駐在所 |
| ---------- | ---------- | ------------ |
| 全域       | 戸部警察署 | 浅間町交番   |